# Кантеро, Алексис
Але́ксис Хавье́р Канте́ро Ферна́ндес (исп. Alexis Javier Cantero Fernández; род. 5 февраля 2003, Парагвай) — парагвайский футболист, защитник клуба «Гуарани» из Асунсьона. Участник Олимпийских игр 2024 в Париже.

## Клубная карьера
Кантеро — воспитанник клуба «Гуарани». 17 октября 2022 года в матче против столичного «Насьоналя» он дебютировал в парагвайской Примере. 26 мая 2023 года в поединке Южноамериканского кубка против уругвайского «Данубио» Алексис забил свой первый гол за «Гуарани». 

## Международная карьера
В 2023 году в составе молодёжной сборной Парагвая Кантеро принял участие в молодёжном чемпионате Южной Америки в Колумбии. На турнире он сыграл в матчах против сборных Аргентины, Перу, Венесуэлы, Уругвая, Эквадора, а также дважды Колумбии и Бразилии.  
В 2024 году Кантеро был включён в заявку олимпийской сборной Парагвая на участие в Олимпийских играх в Париже. На турнире он сыграл в матчах против команд Японии, Мали и Египта.